# Perirhoe valentinae
Perirhoe valentinae is een slakkensoort uit de familie van de Terebridae. De wetenschappelijke naam van de soort is voor het eerst geldig gepubliceerd in 1999 door Aubry.